# 栃木県立那須拓陽高等学校
栃木県立那須拓陽高等学校（とちぎけんりつ なすたくようこうとうがっこう）は栃木県那須塩原市下永田四丁目にある高等学校。

## 概要
特徴・強み
農学校として出発し（#沿革）、現在でも農業教育や農業関連教育を強みとする学校であり、「農業経営科」が設置されている。なお部活動にも「牛部」という、普通高校には無いユニークな部があり、授業時間以外でも当校の乃木農場で畜産関連の活動ができ、在学中に農業・畜産を徹底して学び 経験を深めたい生徒にとっては非常に優れた特徴となっている。また農業と関連が深い工学を学べる「生物工学科」も設置されており、農産物の用途である食品・食物について学べる学科として「食品化学科」「食物文化科」も設置されている、という特徴がある。
設立経緯
1940年（昭和15年）4月には、川西町の実業家・政治家の主唱により川西町に農学校を新設する機運が盛り上がり、同年10月の那須郡町村会でも取り上げられ、促進が決まった。敷地は翌年の段階で県に一任され、下永田の大山農場内の栃木県蚕業試験場那須支場に決定した。同支場を小山蚕業試験場に統合し、跡地の敷地建物を那須農学校として活用するものであった。
移転計画
終戦後に千本松または黒田原に移転し蚕業試験場を復活させる動きがあったが、父兄が県庁へ計画取りやめるよう陳情を行った
校名変更
那須地区の農業を取り巻く状況が変化し、普通科高校新設の強い要望があったため、1988年（昭和63年）4月1日、普通科（3学級）を新設、農業科・畜産科・園芸科を統合再編し農業経営科（1学級）と生物工学科（1学級）となった。普通科設置により校名変更の動きが高まり、同窓会からの反対声が上がったが、翌1989年（平成元年）4月1日現校名の栃木県立那須拓陽高等学校に改称された。拓陽は、開拓の拓と太陽の陽からとられている。

### 校舎と農場
出典
- 本校 -  那須塩原市下永田
- 大山農場 - 那須塩原市下永田
- 大山第二農場 - 那須塩原市下永田
- 乃木農場 - 那須塩原市石林
- 二ツ室農場 - 那須塩原市二つ室
- 喜連川農場 - さくら市
- 学校林 - 那須塩原市百村

### 設置学科
- 全日制課程
  - 普通科
  - 農業経営科
  - 生物工学科
  - 食品化学科
  - 食物文化科

### 沿革
- 1945年（昭和20年）4月1日 - 栃木県立那須農学校として開校。
- 1948年（昭和23年）4月1日 - 学制改革により那須農業高等学校となる。全日制農業科及び定時制を設置、黒羽分校（定時制、農業科）を設置。
- 1949年（昭和24年）4月1日 - 黒田原分校（定時制、農業科、農村家庭科）設置[4]。
- 1951年（昭和26年）4月1日 - 栃木県立那須農業高等学校となる、農村家庭科を家庭科に改称[5]。
- 1958年（昭和33年）2月25日 - 石林の学校林5haを開墾[5]。
- 1960年（昭和35年）4月1日 - 黒田原分校が栃木県立那須高等学校として分離独立[5]、黒羽分校に商業科設置[6]。
- 1961年昭和36年）3月31日 - 乃木農場（2.3ha）を買収[5]
- 1962年（昭和37年）
  - 2月27日 - 黒羽分校が栃木県立黒羽高等学校として分離独立[5]。
  - 4月1日 - 畜産科、農産製造科を設置、定時制募集停止[5]。
- 1963年（昭和38年）4月1日 - 農産製造科を食品化学科に、家庭科を生活科に改称、大山農場を借用する[5]。
- 1969年（昭和44年）10月9日 - 大山家と栃木県が農園用地買収契約を締結し、大山農場となる。
- 1973年（昭和48年）4月1日 - 園芸科を設置。
- 1988年（昭和63年）4月1日 - 農業科、畜産科、園芸科を学科再編し、農業経営科、生物工学科、普通科へ転科。
- 1989年（平成元年）4月1日 - 栃木県立那須拓陽高校に改称。
- 1990年（平成2年）4月1日 - 生活科を生活科学科に改称。
- 1995年（平成6年）8月22日 - 大山農場内の大山記念館が栃木県指定文化財に指定[7]。
- 1996年（平成8年）4月1日 - 生活科学科を食物文化科に転科。
- 1997年（平成9年）4月16日 - 栃木県立那須清峰高等学校と学校間連携を開始。

## 部活動
文化部
- 牛部（乃木農場で活動）
- 写真部
- 吹奏楽部
- 書道部
- 演劇部
- 茶道部
- 華道部
- 疏水太鼓部
- 漫画部
- 美術部
- 調理同好会
- コンピュータ同好会（コンピュータ部）
- ボランティア同好会
- フラワーデザイン同好会
- 文芸同好会

運動部
- 硬式野球部
- サッカー部
- 陸上競技部[8]
- バレーボール部
- バスケットボール部
- 卓球部
- 剣道部
- 弓道部
- バドミントン部
- ソフトテニス部
- 柔道部
- ソフトボール部

## 主な 就職・進学 先
農業関連
食品関連

## 学校内の史跡・文化財
- 学校の農場である大山農場の敷地内には、明治期に大日本帝国陸軍の元帥を務めた大山巌の別荘（旧大山巖別邸洋館）が現存しており、大山家より農地買収の際に栃木県に寄贈され[9]、学校が管理することとなった。平屋建てで煉瓦造りの洋風建築で、見学も可能であるが、見学予定日の1週間前までに那須拓陽高校事務室への連絡が必要となっている[10][11]。

- 大山家所蔵の門は、農園買収時に大山家の意向もあり学校敷地内に移築され、大山門として生徒の登下校時に使用されている[9]。

## アクセス
- 東日本旅客鉄道宇都宮線（東北本線）：西那須野駅徒歩7分

## 著名な出身者
- 栗川仁 - 元那須塩原市長（旧黒磯市長）
- 高久龍 - 駅伝競走、長距離走、マラソン
- 𠮷川洋次 - 駅伝競走、長距離走
- 渋井陽子 - マラソン
- 下門美春 - マラソン
- 瀬尾和寿（カズ&アイ） - お笑いタレント（吉本興業）
- 池田宗司 - 元陸上競技選手（中長距離走）